# Sulix meridianalis
Sulix meridianalis är en insektsart som först beskrevs av Frederick Arthur Godfrey Muir 1917.  Sulix meridianalis ingår i släktet Sulix och familjen sporrstritar. Inga underarter finns listade i Catalogue of Life.